# لا جيود (بناية في باريس)
لا جيود (بالفرنسية: La Géode)‏ هي بناية تقع في بارك دو لا فيلت في الدائرة التاسعة عشرة في باريس، شكلها يقترب من شكل الكرة. أُسست عام 1985. هي أيضا قاعة سينما، وهي أيضا شركة لتوزيع الأفلام.

## البناية
يقترب شكل لا جيود من شكل كرة. قطرها ستة وثلاثون مترا. عدد مثلثاتها 6433، صُنعت من الفولاذ المقاوم للصدأ، وضعت عليها مثلثات زجاجية، طول ضلع كل مثلث المتر ونصف المتر.

Panorama du Parc de la Villette - مدينة العلوم والصناعة

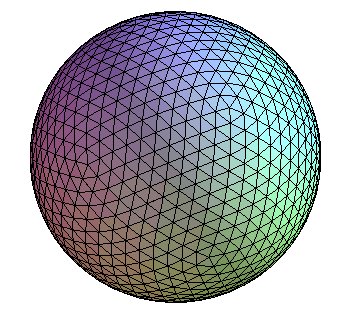
نموذج بناية لاجيود هو géode par triangularisation، انطلاقا من عشريني الأوجه قُسم كل ضلع من أضلاعه الى عشرة أجزاء.

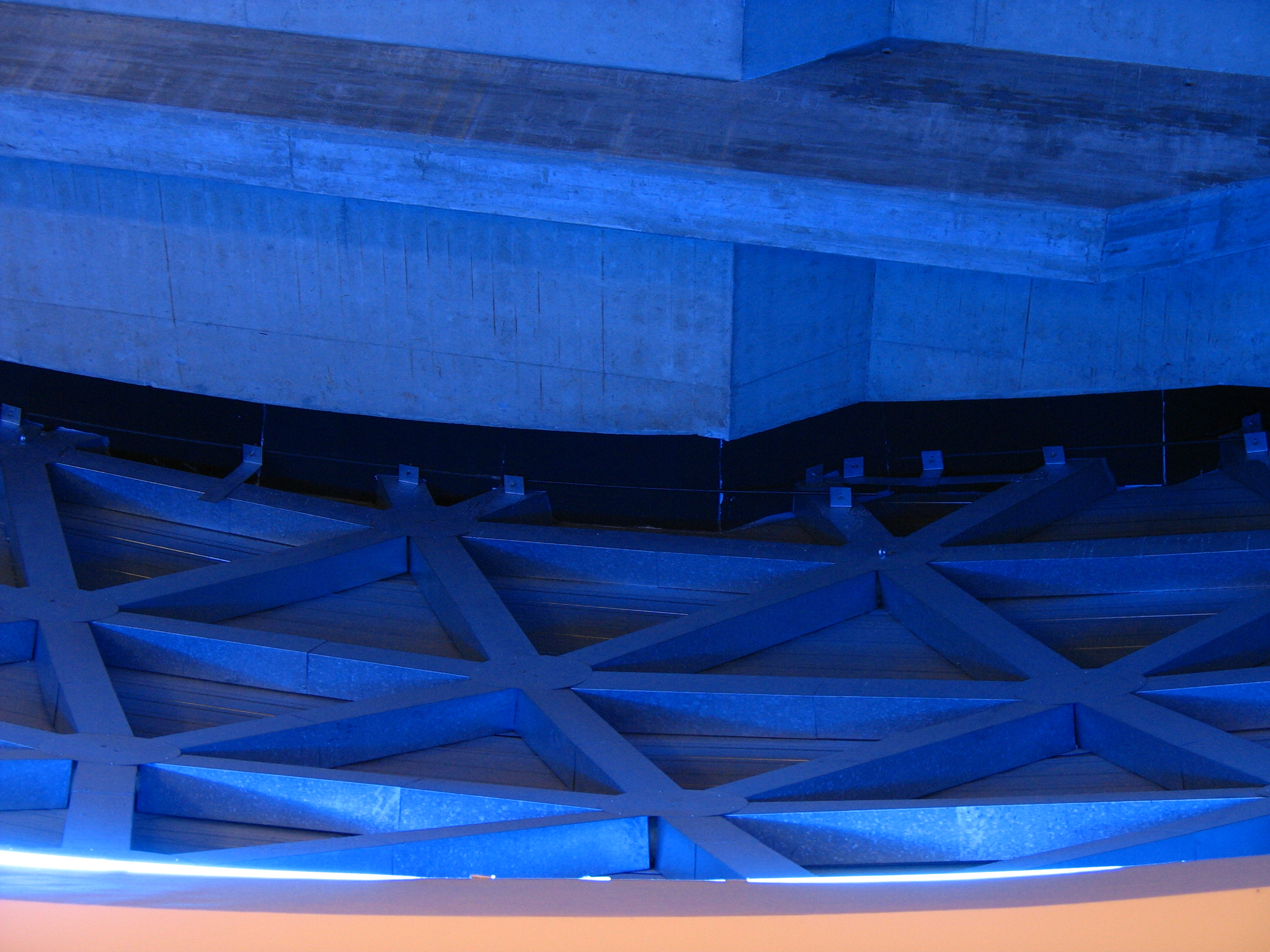
Armature métallique principale, reprenant la structure géodésique des triangles de surface.